# 부천 FC 1995 U-12
부천 FC 1995 U-12는 부천 FC 1995의 12세 이하 유스팀이다.
2013년에 창단한 부천 FC 1995의 U-12팀인 부천 FC 1995 U-12팀은 학교와 협약을 맺지 않고 유소년 클럽팀의 형식으로 운영하고 있다.

## 같이 보기
- 부천 FC 1995
- 부천 FC 1995 U-18
- 부천 FC 1995 U-15